# مقاطعة أوسترغوتلاند
مقاطعة اوسترغوتلاند (بالسويدية: Östergötlands län) هي مقاطعة تقع في جنوبي شرقي السويد. يحدها كل من المقاطعات كالمار، يونشوبينغ، فيستراغوتلاند، أوريبرو، سودرمونلاند وبحر البلطيق.

## بلديات أوسترغوتلاند

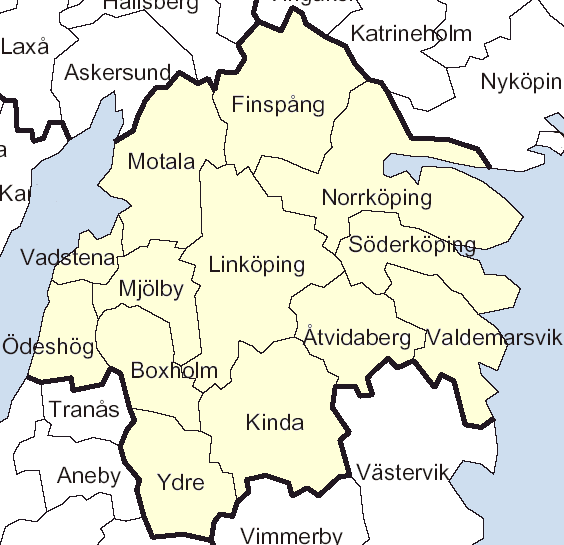
بلديات اوسترغوتلاند

- بلدية بوكسهولم
- بلدية فينسبونغ [الإنجليزية]‏
- بلدية كيندا [الإنجليزية]‏
- بلدية لينشوبينغ [الإنجليزية]‏
- بلدية ميولبي [الإنجليزية]‏
- بلدية موتالا [الإنجليزية]‏
- بلدية نورشوبينغ [الإنجليزية]‏
- بلدية سودرشوبينغ [الإنجليزية]‏
- بلدية فادستنا [الإنجليزية]‏
- بلدية فالديمارشفيك
- بلدية يدرا [الإنجليزية]‏
- بلدية أوتفيدابيرغ [الإنجليزية]‏
- بلدية أوديشوغ [الإنجليزية]‏

## أعلام
- جورج أبيرج